# Доброта войвода
Доброта войвода е легендарен български хайдутин от XVI век.
Роден е в горноджумайското село Железница. Доброта организира съпротивата на селото срещу ислямизацията. На Великден, денят за ислямизация, четата на Доброта заедно с мъжете от Железница избиват турския отряд и местните турски първенци и запалват селото. Съществува народна песен за Доброта войвода, а Доброта се казва и местност над Железница.